# La analfabeta que era un genio de los números

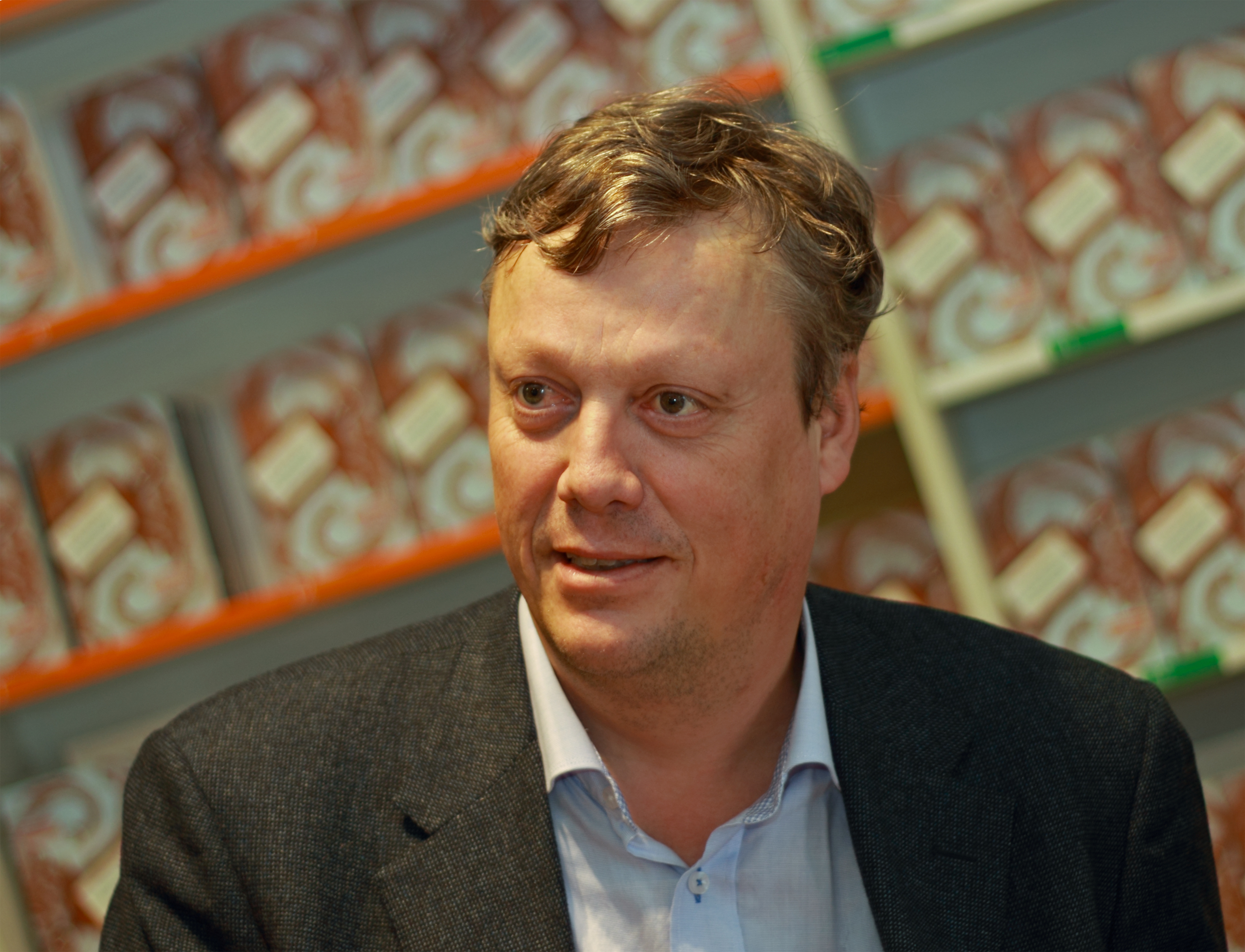
Jonas Jonasson, autor de la novela.

La analfabeta que era un genio de los números es una novela del escritor sueco Jonas Jonasson. Fue publicada en español por Ediciones Salamandra en 2013. 

## Reseña
Nombeko es una niña africana huérfana que trabaja limpiando letrinas en Sudáfrica en los años del apartheid, pero el destino le tiene reservada otra suerte. Tiene un talento insólito para las matemáticas y una curiosidad infinita para aprender, lo que harán que se vaya a vivir a Suecia, donde vivirá rodeada de personajes excéntricos y peligrosos: tres chinas muy imprudentes, un estadounidense ceramista y desertor del Vietnam, dos agentes del Mosad, dos hermanos gemelos que oficialmente son una sola persona, una activista que va contra todo, una condesa que se dedica a cultivar patatas, el secretario general del partido comunista chino Hu Jintao, el rey Carlos XVI Gustavo de Suecia y su primer ministro Fredrik Reinfeldt.

## Recepción
Esta novela tuvo una muy buena acogida en todo el mundo. Fue un superventas en el ámbito de los libros de ficción en catalán y el segundo más vendido en español durante el Día de San Jorge, en Cataluña, España.